# تيم نواك
تيم نواك (بالألمانية: Tim Nowak)‏ هو منافس ألعاب قوى ألماني، ولد في 13 أغسطس 1995 في باد مرغنتهايم في ألمانيا.

## وصلات خارجية
- تيم نواك على موقع الاتحاد الدولي لألعاب القوى (الإنجليزية)
- تيم نواك على موقع الاتحاد الألماني لألعاب القوى (الألمانية)